# زينون (ساسكاتشوان)
زينون (بالإنجليزية: Zenon Park, Saskatchewan)‏ هي قرية تقع في كندا في ساسكاتشوان. يقدر عدد سكانها بـ 231 نسمة ومساحتها 0.56 كم2 .